# Monument aux travailleurs des chantiers navals et commandants de Mykolaïv
Le Monument aux travailleurs des chantiers navals et commandants de Mykolaïv  fut élevé en l'honneur des deux cents ans de la fondation de la ville.

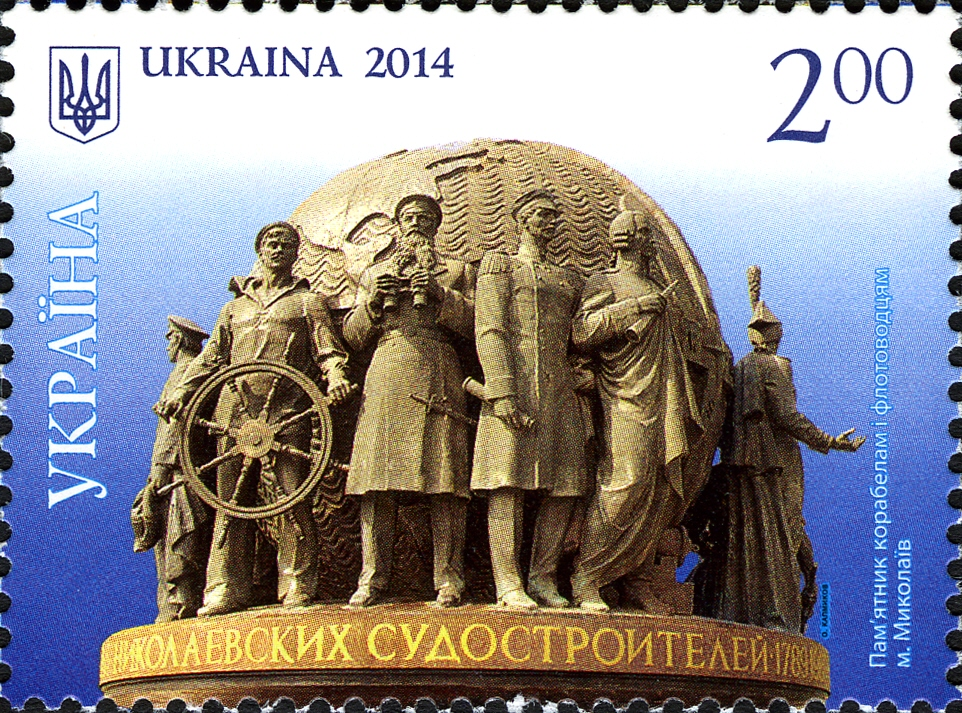
Sur un timbre.

Il est au croisement de la rue Soborna et de l'avenue centrale. Voulu en 1978, il fut édifié en 1989 sur un projet adopté en 1981.